# 1261
Il 1261 (MCCLXI in numeri romani) è un anno  del XIII secolo.

## Eventi
- Trattato di Ninfeo fra Genova e Michele VIII Paleologo, imperatore spodestato di Bisanzio: Con questo trattato Smirne viene data ai genovesi.
- La Groenlandia accetta il dominio del regno di Norvegia
- Gennaio - Papa Alessandro IV vieta il movimento dei Flagellanti
- 4 luglio - Baybars diventa Sultano Mamelucco d'Egitto
- 23 luglio - Battaglia di Callan nella contea di Kerry, Irlanda
- 26 luglio un piccolo esercito bizantino, di ottocento uomini, sotto il comando del generale bizantino Alessio Strategopulo, riconquista la capitale bizantina, Costantinopoli, dopo cinquantasette anni durante i quali la città era rimasta nelle mani dei Crociati.
- 29 agosto - Urbano IV diventa papa

## Nati
- 11 febbraio - Ottone III di Baviera, nobile († 1312)
- 28 febbraio - Margherita di Scozia, nobile scozzese († 1283)
- 1º marzo - Hugh le Despenser, I conte di Winchester, conte († 1326)
- 9 ottobre - Dionigi del Portogallo, re portoghese († 1325)
- Angelo di Acquapagana, religioso italiano († 1313)
- Boemondo VII d'Antiochia, conte († 1287)
- Daniele di Russia, nobile russo († 1303)
- Bernardo Gui, vescovo cattolico e scrittore francese († 1331)
- Albertino Mussato, politico, letterato e drammaturgo italiano († 1329)
- Costantino Paleologo, principe e generale bizantino († 1306)
- Simone Saltarelli, religioso e arcivescovo cattolico italiano († 1342)
- Pier Saccone Tarlati, condottiero italiano († 1356)
- Elisabetta di Sicilia, religiosa e nobile italiana († 1303)

## Morti
- 28 febbraio - Enrico III di Brabante, duca
- 25 maggio - Papa Alessandro IV, papa, vescovo cattolico e cardinale italiano
- 10 giugno - Matilda del Brandeburgo, nobile tedesca
- 25 luglio - Niceforo II di Costantinopoli, arcivescovo ortodosso bizantino
- 24 agosto - Ela FitzPatrick, nobile britannica (n. 1187)
- 18 settembre - Corrado di Hochstaden, vescovo cattolico tedesco
- 22 settembre - Piacenza di Antiochia, nobile francese
- 27 ottobre - Sancho di Castiglia, arcivescovo cattolico spagnolo (n. 1233)
- 2 novembre - Bettisia Gozzadini, giurista italiana (n. 1209)
- 9 novembre - Sancha di Provenza (n. 1225)
- 27 novembre - Atanasio III di Alessandria, vescovo cristiano orientale egiziano
- 28 novembre - Al-Mustansir, califfo
- Adolfo IV di Schaumburg, nobile tedesco (n. 1205)
- Alberto di Stade, letterato e abate tedesco (n. 1190)
- Corrado III di Norimberga, nobile tedesco
- Isacco Ducas Vatatzes, nobile bizantino
- Fínghin Mac Carthaigh, sovrano irlandese
- Gilio di Pietro, pittore italiano
- Qin Jiushao, matematico e politico cinese

## Calendario
| Calendario 1261 | Calendario 1261 | Calendario 1261 | Calendario 1261 | Calendario 1261 | Calendario 1261 | Calendario 1261 | Calendario 1261 | Calendario 1261 | Calendario 1261 | Calendario 1261 | Calendario 1261 | Calendario 1261 | Calendario 1261 | Calendario 1261 | Calendario 1261 | Calendario 1261 | Calendario 1261 | Calendario 1261 | Calendario 1261 | Calendario 1261 | Calendario 1261 | Calendario 1261 | Calendario 1261 | Calendario 1261 | Calendario 1261 | Calendario 1261 | Calendario 1261 | Calendario 1261 | Calendario 1261 | Calendario 1261 | Calendario 1261 | Calendario 1261 |
| --------------- | --------------- | --------------- | --------------- | --------------- | --------------- | --------------- | --------------- | --------------- | --------------- | --------------- | --------------- | --------------- | --------------- | --------------- | --------------- | --------------- | --------------- | --------------- | --------------- | --------------- | --------------- | --------------- | --------------- | --------------- | --------------- | --------------- | --------------- | --------------- | --------------- | --------------- | --------------- | --------------- |
|                 | 1               | 2               | 3               | 4               | 5               | 6               | 7               | 8               | 9               | 10              | 11              | 12              | 13              | 14              | 15              | 16              | 17              | 18              | 19              | 20              | 21              | 22              | 23              | 24              | 25              | 26              | 27              | 28              | 29              | 30              | 31              |                 |
| Gennaio         | Sa              | Do              | Lu              | Ma              | Me              | Gi              | Ve              | Sa              | Do              | Lu              | Ma              | Me              | Gi              | Ve              | Sa              | Do              | Lu              | Ma              | Me              | Gi              | Ve              | Sa              | Do              | Lu              | Ma              | Me              | Gi              | Ve              | Sa              | Do              | Lu              |                 |
| Febbraio        | Ma              | Me              | Gi              | Ve              | Sa              | Do              | Lu              | Ma              | Me              | Gi              | Ve              | Sa              | Do              | Lu              | Ma              | Me              | Gi              | Ve              | Sa              | Do              | Lu              | Ma              | Me              | Gi              | Ve              | Sa              | Do              | Lu              |                 |                 |                 |                 |
| Marzo           | Ma              | Me              | Gi              | Ve              | Sa              | Do              | Lu              | Ma              | Me              | Gi              | Ve              | Sa              | Do              | Lu              | Ma              | Me              | Gi              | Ve              | Sa              | Do              | Lu              | Ma              | Me              | Gi              | Ve              | Sa              | Do              | Lu              | Ma              | Me              | Gi              |                 |
| Aprile          | Ve              | Sa              | Do              | Lu              | Ma              | Me              | Gi              | Ve              | Sa              | Do              | Lu              | Ma              | Me              | Gi              | Ve              | Sa              | Do              | Lu              | Ma              | Me              | Gi              | Ve              | Sa              | Do              | Lu              | Ma              | Me              | Gi              | Ve              | Sa              |                 |                 |
| Maggio          | Do              | Lu              | Ma              | Me              | Gi              | Ve              | Sa              | Do              | Lu              | Ma              | Me              | Gi              | Ve              | Sa              | Do              | Lu              | Ma              | Me              | Gi              | Ve              | Sa              | Do              | Lu              | Ma              | Me              | Gi              | Ve              | Sa              | Do              | Lu              | Ma              |                 |
| Giugno          | Me              | Gi              | Ve              | Sa              | Do              | Lu              | Ma              | Me              | Gi              | Ve              | Sa              | Do              | Lu              | Ma              | Me              | Gi              | Ve              | Sa              | Do              | Lu              | Ma              | Me              | Gi              | Ve              | Sa              | Do              | Lu              | Ma              | Me              | Gi              |                 |                 |
| Luglio          | Ve              | Sa              | Do              | Lu              | Ma              | Me              | Gi              | Ve              | Sa              | Do              | Lu              | Ma              | Me              | Gi              | Ve              | Sa              | Do              | Lu              | Ma              | Me              | Gi              | Ve              | Sa              | Do              | Lu              | Ma              | Me              | Gi              | Ve              | Sa              | Do              |                 |
| Agosto          | Lu              | Ma              | Me              | Gi              | Ve              | Sa              | Do              | Lu              | Ma              | Me              | Gi              | Ve              | Sa              | Do              | Lu              | Ma              | Me              | Gi              | Ve              | Sa              | Do              | Lu              | Ma              | Me              | Gi              | Ve              | Sa              | Do              | Lu              | Ma              | Me              |                 |
| Settembre       | Gi              | Ve              | Sa              | Do              | Lu              | Ma              | Me              | Gi              | Ve              | Sa              | Do              | Lu              | Ma              | Me              | Gi              | Ve              | Sa              | Do              | Lu              | Ma              | Me              | Gi              | Ve              | Sa              | Do              | Lu              | Ma              | Me              | Gi              | Ve              |                 |                 |
| Ottobre         | Sa              | Do              | Lu              | Ma              | Me              | Gi              | Ve              | Sa              | Do              | Lu              | Ma              | Me              | Gi              | Ve              | Sa              | Do              | Lu              | Ma              | Me              | Gi              | Ve              | Sa              | Do              | Lu              | Ma              | Me              | Gi              | Ve              | Sa              | Do              | Lu              |                 |
| Novembre        | Ma              | Me              | Gi              | Ve              | Sa              | Do              | Lu              | Ma              | Me              | Gi              | Ve              | Sa              | Do              | Lu              | Ma              | Me              | Gi              | Ve              | Sa              | Do              | Lu              | Ma              | Me              | Gi              | Ve              | Sa              | Do              | Lu              | Ma              | Me              |                 |                 |
| Dicembre        | Gi              | Ve              | Sa              | Do              | Lu              | Ma              | Me              | Gi              | Ve              | Sa              | Do              | Lu              | Ma              | Me              | Gi              | Ve              | Sa              | Do              | Lu              | Ma              | Me              | Gi              | Ve              | Sa              | Do              | Lu              | Ma              | Me              | Gi              | Ve              | Sa              |                 |